# جامع كفري الكبير
جامع كفري الكبير، وهو من مساجد العراق التراثية الاثرية القديمة، ويقع في قضاء كفري بمحلة نوروز في محافظة السليمانية، وشيد مبنى هذا الجامع في عام 1323هـ/ 1905م، بعهد الدولة العثمانية في زمن السلطان عبد الحميد الثاني.
ولقد كان في الجامع مدرسة وتم أغلاقها بعد تجديده واعادة بناءه، وتطلق عليهِ تسمية أخرى هي (جامع الحنفية) لكثرة المصلين فيه من أتباع المذهب الحنفي (أبو حنيفة النعمان)، وهو مسجد واسع تبلغ مساحته الكلية حوالي 1000م2.
وتم تجديده وعمارته في عام 1430هـ/ 2009م، وفق طراز هندسي ومعماري حديث، وفيه منارة مئذنة رفيعة حديثة الطراز، ويحتوي الجامع على مصلى كبير قائم على أعمدة كونكريتية، وتعلوه قبة في وسطه، ويتوسط الحرم المحراب، وعن يمين المحراب منبر الإمام الذي صنع من الخشب الصاج وبتصميم رائع.
ومن الأئمة الذين تولوا منصب الإمامة والخطابة فيه الشيخ محمد سعيد (مفتي كفري)، ومن ملحقات الجامع عدة محلات تجارية في واجهته الامامية. وتقام فيه حاليا صلاة الجمعة وصلاة العيدين والصلوات الخمس المكتوبة.